# Yuto Iwasaki
Yuto Iwasaki (岩崎 悠人 Iwasaki Yūto?, Hikone, Shiga, 11 de junio de 1998) es un futbolista japonés que juega como delantero en el Avispa Fukuoka de la J1 League.

## Trayectoria

### Clubes
| Club                       | País  | Año       |
| -------------------------- | ----- | --------- |
| Kyoto Sanga F. C.          | Japón | 2017-2018 |
| Hokkaido Consadole Sapporo | Japón | 2019-2022 |
| Shonan Bellmare (cedido)   | Japón | 2020      |
| JEF United Chiba (cedido)  | Japón | 2021      |
| Sagan Tosu (cedido)        | Japón | 2021-2022 |
| Sagan Tosu                 | Japón | 2023      |
| Avispa Fukuoka             | Japón | 2024-     |

## Palmarés

### Títulos internacionales
| Título                                | Club (*)           | País  | Año  |
| ------------------------------------- | ------------------ | ----- | ---- |
| Campeonato de Fútbol de Asia Oriental | Selección de Japón | Japón | 2022 |

(*) Incluyendo la selección.